# Пам'ятники Мелітополя

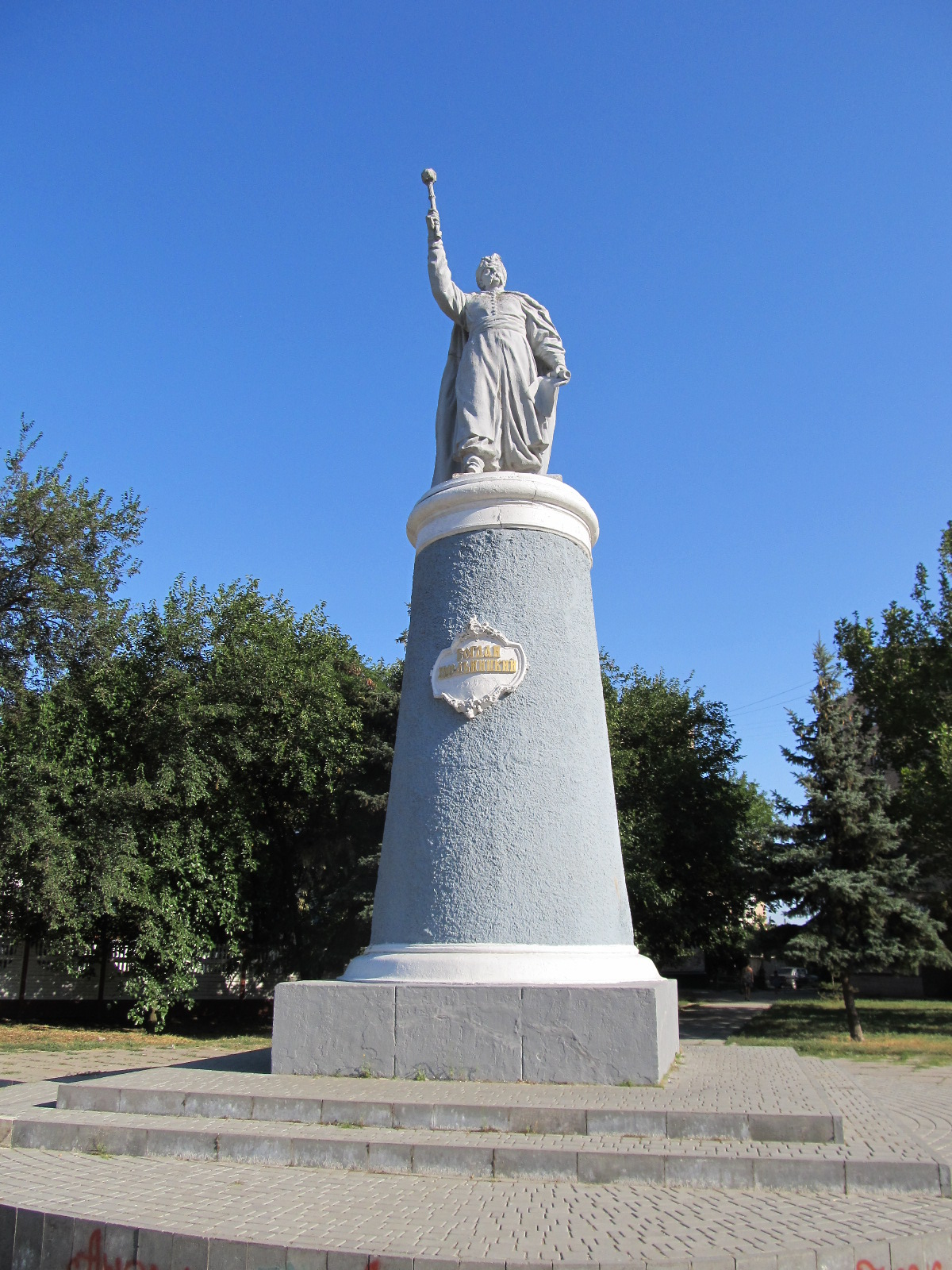

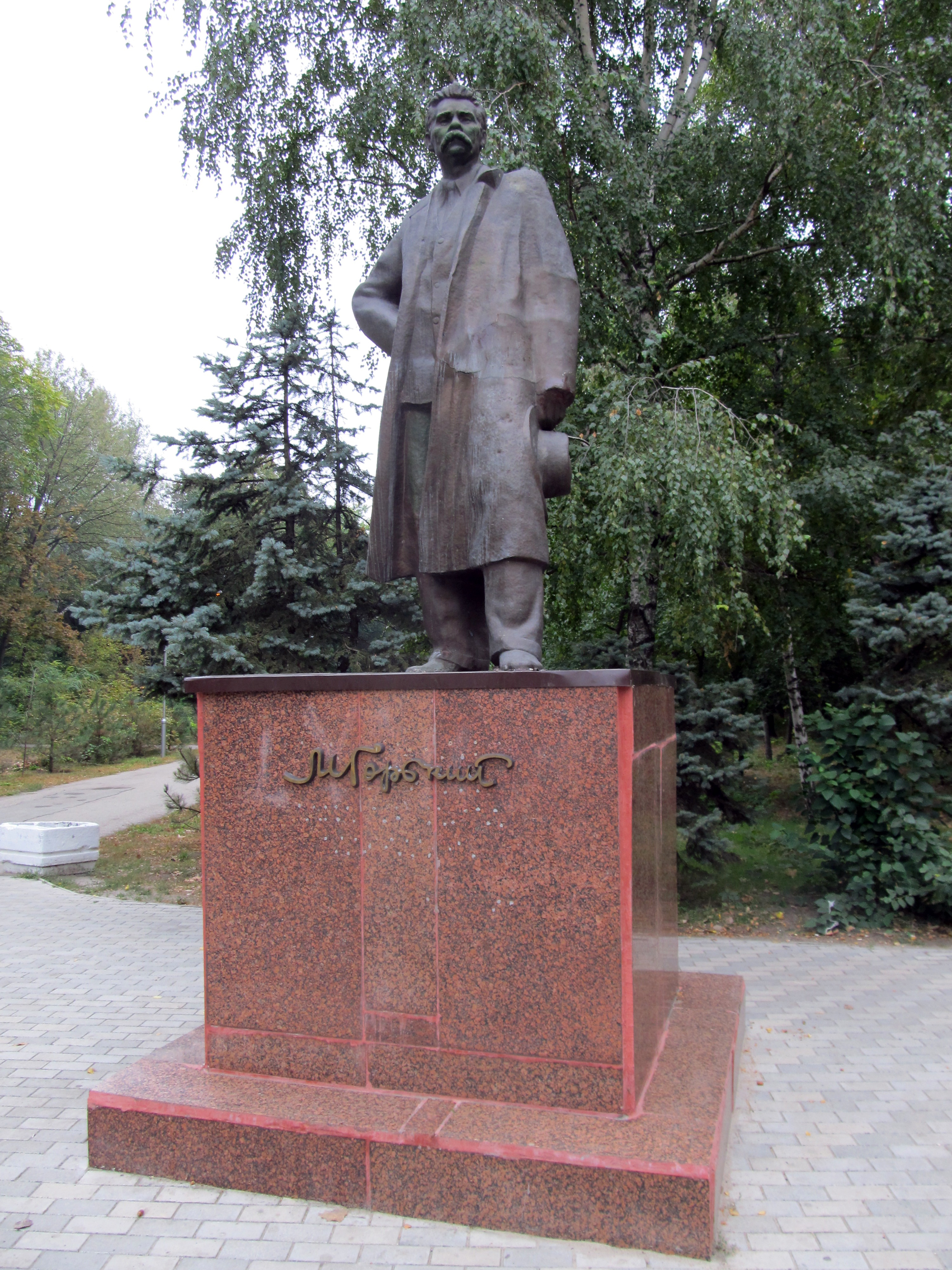

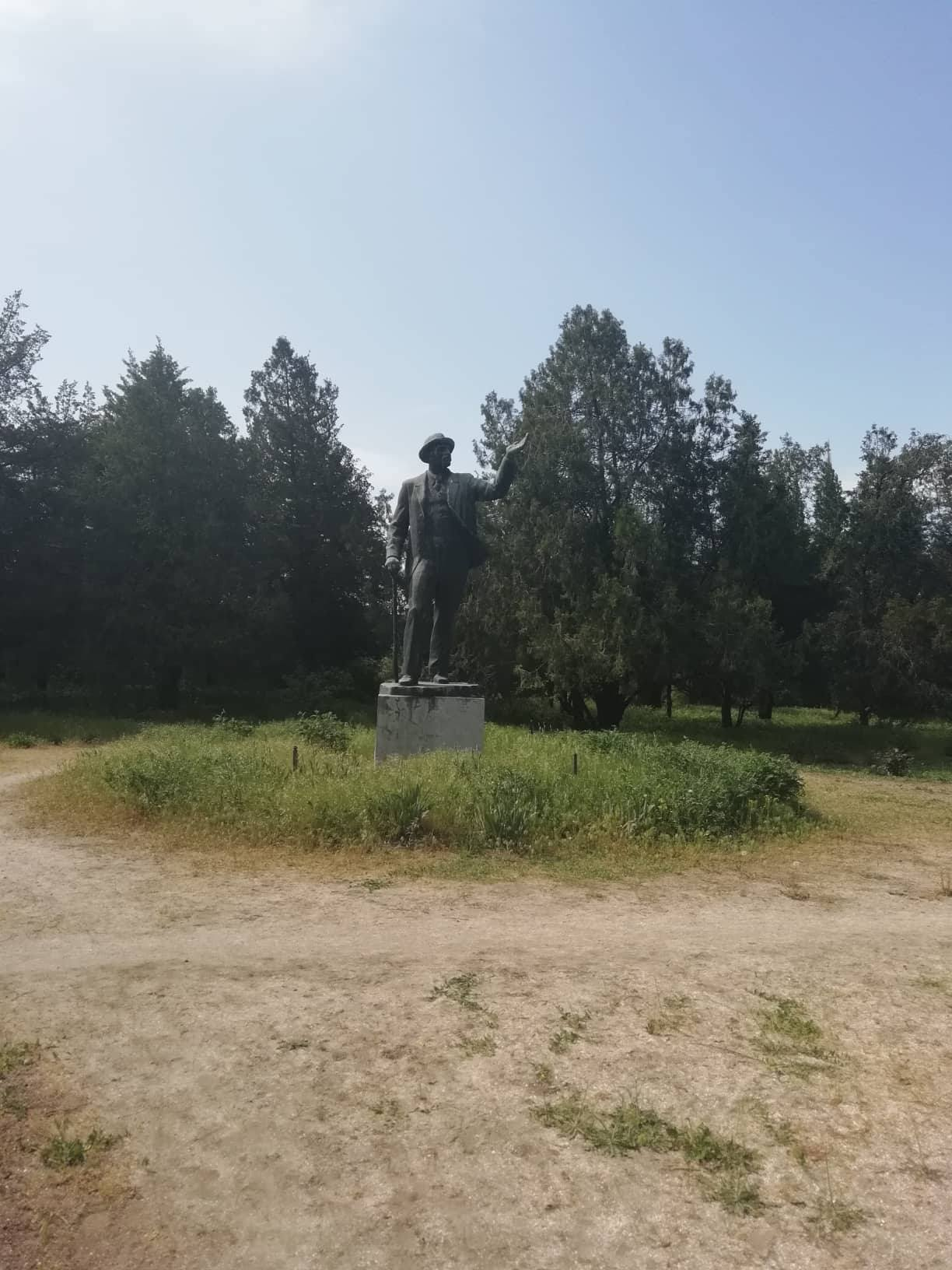

Пам'ятки Мелітополя.

## Пам'ятки
- Корвацький А. В. Носов В. В. просп. Б. Хмельницького Архітектори: Гусєв А. С., Шарій Г. П .; будівельник: ТОВ «Фенікс»; ініціатори: Резник В. І., Лябах В. А.
- Ленін В. І. парк Новоолександрівський У скульптури відламаний ніс. Наприкінці лютого 2014 року, незабаром після масштабного знесення пам'ятників Леніну в Україні, цей пам'ятник було облито білою фарбою. У наступні дні пам'ятник просто перефарбували в білий колір.

Пам'ятник був відкрито 1 травня 1949 року. До цього на його місці знаходився бронзовий бюст Леніна.
- 1955 Ленін В. І. вул. Гетьмана Сагайдачного, привокзальна площа. Був встановлений на пероні одночасно з будівництвом будівлі вокзалу. Навпаки був встановлений пам'ятник Сталіну, згодом демонтований. Близько 2000 пам'ятник був перенесений з перону на привокзальну площу.
- Мічурін І. В. Соболь Н. вул. Вакуленчука, 99, на території НДІ зрошуваного садівництва
- Богдан Хмельницький. Пам'ятник встановлено у 1954 році до 300-річчя Переяславської ради на початку проспекту Богдана Хмельницького. У 1970 році перенесений на нинішнє місце.
- Тарас Шевченко Т. Г. Рожик В. пл. Перемоги Автор проєкту та ескізу  — Василь Добровольський. Пам'ятник встановлено у 2011 році. На пам'ятник та облаштування прилеглої території було витрачено 134 тис. грн.

## Погруддя
- 1984 Бронзоса К. І. вул. Університетська, біля перехрестя з вул. М. Грушевського перед ДК «Жовтень»
- Гоголь Н. В. парк Новоолександрівський
- Кіров С. М. вул. Героїв України, 40. До 2011 року бюст знаходився на місці нинішнього пам'ятника Остапу Бендеру.
- Малюга Н. С. Манахов В. І. просп. Б. Хмельницького, біля входу в ТДАТУ
- Маяковський В. В. парк Новоолександрівський
- 1984 Пахомов Н. І. вул. Університетська, біля перехрестя з вул. М. Грушевського перед ДК «Жовтень»
- Пушкін А. С. парк Новоолександрівський
- Пушкін А. С. вул. Гетьманська, 20, біля МДПУ
- Франко І. Я. парк Новоолександрівський
- Фрунзе М. В. Борисенко С. вул. Гетьмана Сагайдачного, привокзальна площа
- 1999 Шевченко Т. Г. просп. Б. Хмельницького 18, у дворі ТДАТУ Бронзовий бюст був відкритий 10 вересня 1999 року, на святкуванні 125-річчя ТДАТУ.
- 1963 Шевченко Т. Г. парк Новоолександрівський
- Штевнёв А. Д. парк Залізничників (вул. Чайковського) Напис на плиті: «Штевнёв Андрій Дмитрович. Генерал-лейтенант танкових військ, командуючий бронетанковими механізованими військами Воронезького і 1-го Українського фронтів в роки Великої Вітчизняної війни. Народився 13.10.1899 у м Мелітополі. Загинув 29.01.1944 в боях за визволення України від фашистських загарбників.»

## Пам'ятники, присвячені подіям Другої Світової війни
- 1967 пам'ятник героям-підпільникам Явіч Б. просп. Б. Хмельницького Пам'ятник встановлено до 50-річчя Жовтневої революції, на честь підпільної групи А. А. Костенко, що діяла в Мелітополі в жовтні 1941 — березні 1942 року.
- 1967 танк Т-70 (меморіал на братському кладовищі), вул. Героїв України.
- 1967 скульптурна група «Сплячі воїни» (меморіал на братському кладовищі), вул. Університетська. Архітектори О. К. Стукалов, А. П. Сницарєв, скульптори М. Я. Грицюк, Ю. Л. Синькевич, А. С. Фуженко.
- 1967 «Скорботна мати» (меморіал на братському кладовищі), вул. Героїв України. Архітектори О. К. Стукалов, А. П. Сницарєв, скульптори М. Я. Грицюк, Ю. Л. Синькевич, А. С. Фуженко. Меморіал споруджено на кошти комсомольської організації. Двічі реконструювався.
- Монумент на території НДІ зрошуваного садівництва, присвячений Великій Вітчизняній війні вул. Вакуленчука, 99, на території НДІ зрошуваного садівництва, пам'ятник робітникам заводу «Старт» (в минулому «Битмаш») вул. Університетська, біля перехрестя з вул. М. Грушевського. Напис на пам'ятнику: «Вічна пам'ять загиблим воїнам — працівникам заводу» Старт ": Ананьїв В. А., Байєр В. А., Генов Н. М., Гордієнко Н. П., Лавров Н. А., Мінгіров Л .До., Морозов В. Г., Мячин П. М., Фішер І. А., Шокорев Я. І. «
- 1941. Червень. Світанок. Без оголошення війни …» просп. Б. Хмельницького
- «Вічна слава полеглим в боях за свободу і незалежність нашої Батьківщини» просп. Б. Хмельницького, перед ТДАТУ
- «Пам'яті Чорнобиля» просп. Б. Хмельницького
- 2010 пам'ятник мелітопольського машинобудівника пр-кт 50-річчя Перемоги, 19, біля промислово-економічного технікуму Композиція являє собою мідного токаря біля справжнього верстата. Пам'ятник встановлено громадською організацією «Кластер» АгроБУМ ". Вартість пам'ятника — приблизно 90 тис. Грн. Найбільш активними у зборі коштів були представники малого та середнього бізнесу. Пам'ятник Віденським стільцям пр-кт 50-річчя Перемоги, 33, біля зупинки «Меблевий» і перехрестя з вул. Гризодубової Металевий стілець виконаний у натуральну величину і важить понад 60  кг. Напис на плиті біля пам'ятника: «Майстер Міхаель Тоне в 1859 році виготовив стілець № 14, який став знаменитим Віденським стільцем. У 1900 році цей стілець в рекламних цілях був скинутий з Ейфелевої вежі. Пролетівши 115 метрів, стілець ударився об землю, підстрибнув і залишився цілий. Цей стілець — саме геніальне творіння людства в області меблевого виробництва.» Пам'ятник інтернаціональної дружби парк Горького Пам'ятник зображає китайця, росіянина і індійку. Пам'ятник значно пошкоджений, руки скульптур відламані. У 2014 році пам'ятник реставрується.
- 1996 «На знак пам'яті про загиблих співробітників державтоінспекції та у зв'язку з 60-річчям ДАІ» вул. Івана Алексєєва. Монумент воїнам-афганцям Площа Грищенка (вул. Інтеркультурна), біля заводу «Холодмаш» Напис на табличці: «Воїнам-афганцям. Не забудемо, поки ми живемо! І ти побачив ту війну у всьому її трагічному обличі!»
- Парк Залізничників (вул. Чайковського), межовий камінь перехрестя вулиць просп. Б. Хмельницького та вул. Гетьмана Сагайдачного. Пам'ятний знак встановлено на місці, де проходив кордон дореволюційного Мелітополя, але історичної цінності не представляє.